# ヴィット代数
数学において、複素ヴィット環（ヴィット-かん、英: Witt algebra; ヴィット代数）とは、二定点を除くリーマン球面の全域で正則な有理型ベクトル場全体の成すリー環である。名称はエルンスト・ヴィットに因む。このリー環は円周上の多項式ベクトル場全体の成すリー環の複素化でもあり、環 C[z, z−1] の微分（あるいは導分）全体の成すリー環でもある。ヴィット環は共形場理論の研究において現れる。
有限体上で定義されるいくつかの同様なリー環もやはりヴィット環と呼ばれる。
複素ヴィット環はエリ・カルタンによって初めて定義され(Cartan 1909)、その有限体上の類似物はヴィットによって1930年代に研究された。

## 基底
ヴィット環を円周上のベクトル場のリー環として考えたとき、その基底は整数 n に対して
{\displaystyle L_{n}=-z^{n+1}{\frac {\partial }{\partial z}}}
によって与えられる。
2つのベクトル場の括弧積は、基底における積
{\displaystyle [L_{m},L_{n}]=(m-n)L_{m+n}}
を線型に拡張したもので与えられる。ヴィット環はヴィラソロ代数と呼ばれる中心拡大を持つ。ヴィラソロ代数は共形場理論や弦理論において重要である。

## 有限体上のヴィット環
標数 p > 0 の体 k 上のヴィット環は環
{\displaystyle k[z]/(z^{p})}
上の微分全体の成すリー環として定義される。ヴィット環は
Lm (−1 ≤ m ≤ p − 2) によって張られる。